# Oliverio Muñoz Cabrera
Oliveiro Muñoz Cabrera es un ingeniero de minas peruano. Fue el último ministro de Energía y Minas del Perú durante el gobierno de Pedro Castillo, desde noviembre hasta la caída de Castillo durante su intento de golpe de Estado, en diciembre de 2022. 

## Biografía
Obtuvo el título de ingeniero de Minas, por la Universidad Nacional de Ingeniería.

### Trayectoria
Gestionó la Consultora Muñoz. Además, es planificador de proyectos sostenibles.
Se desempeñó como gerente de Riesgos y Protección Interna en la minera Las Bambas. Así mismo, fue superintendente de Seguridad y Salud.
Fue presidente del Capítulo de Ingeniería de minas del Consejo Departamental de Lima del Colegio de Ingenieros del Perú en el periodo 2019-2021, cuando postuló por la Lista N.º 5; además, dirigió el Instituto de Ingenieros de Minas.

### Ministro de Estado
El 25 de noviembre de 2022, fue nombrado y posesionado por el presidente Pedro Castillo, como ministro de Energía y Minas del Perú. El 7 de diciembre del mismo año, tras el intento autogolpe de Estado de Pedro Castillo, presentó su renuncia al cargo.